# Codice ATC S02
Il codice ATC S02 "Farmaci Otologici" è un sottogruppo terapeutico del sistema di classificazione Anatomico Terapeutico e Chimico, un sistema di codici alfanumerici sviluppato dall'OMS per la classificazione dei farmaci e altri prodotti medici. Il sottogruppo S02 fa parte del gruppo anatomico S degli organi di senso.
Codici per uso veterinario (codici ATCvet) possono essere creati ponendo la lettera Q di fronte al codice ATC umano: QS ... I codici ATCvet senza corrispondente codice ATC umano sono riportati nella lista seguente con la Q iniziale.
Numeri nazionali della classificazione ATC possono includere codici aggiuntivi non presenti in questa lista, che segue la versione OMS.

## S02A Anti infettivi

### S02AA Anti infettivi
S02AA01 Cloramfenicolo
S02AA02 Nitrofural
S02AA03 Acido borico
S02AA04 Alluminio acetotartrato
S02AA05 Cliochinolo
S02AA06 Perossido di idrogeno
S02AA07 Neomicina
S02AA08 Tetraciclina
S02AA09 Clorexidina
S02AA10 Acido acetico
S02AA11 Polimixina B
S02AA12 Rifamicina
S02AA13 Miconazolo
S02AA14 Gentamicina
S02AA15 Ciprofloxacina
S02AA16 Ofloxacina
S02AA30 Anti infettivi, combinazioni
QS02AA57 Neomicina, combinazioni

## S02B Corticosteroidi

### S02BA Corticosteroidi
S02BA01 Idrocortisone
S02BA03 Prednisolone
S02BA06 Dexametasone
S02BA07 Betametasone
S02BA08 Fluocinolone acetonide

## S02C Corticosteroidi e anti infettivi in combinazione

### S02CA Corticosteroidi e anti infettivi in combinazione
S02CA01 Prednisolone e Anti infettivi
S02CA02 Flumetasone e Anti infettivi
S02CA03 Idrocortisone e Anti infettivi
S02CA04 Triamcinolone e Anti infettivi
S02CA05 Fluocinolone acetonide e Anti infettivi
S02CA06 Dexametasone e Anti infettivi
S02CA07 Fludrocortisone e Anti infettivi
QS02CA90 Betametasone e Anti infettivi
QS02CA91 Mometasone e Anti infettivi

## S02D Altri otologici

### S02DA Analgesici e anestetici
S02DA01 Lidocaina
S02DA02 Cocaina
S02DA03 Fenazone
S02DA04 Cincocaina
S02DA30 Combinazioni

## QS02Q Antiparassitari

### QS02QA Antiparassitari
QS02QA01 Lindano
QS02QA02 Sulfiram
QS02QA03 Ivermectina
QS02QA51 Lindano, combinazioni